# Episodi di The Batman (quinta stagione)
La quinta e ultima stagione della serie animata The Batman è andata in onda negli Stati Uniti dal 22 settembre 2007.
La stagione è inedita in italiano, fatta eccezione per l'episodio L'anello del potere, inserito nel DVD Il meglio di Lanterna Verde uscito nel 2011.
| n. | Titolo originale                  | Titolo italiano     | Prima TV USA      |
| -- | --------------------------------- | ------------------- | ----------------- |
| 53 | The Batman/Superman Story: Part 1 |                     | 22 settembre 2007 |
| 54 | The Batman/Superman Story: Part 2 |                     | 29 settembre 2007 |
| 55 | Vertigo                           |                     | 6 ottobre 2007    |
| 56 | White Heat                        |                     | 13 ottobre 2007   |
| 57 | A Mirror Darkly                   |                     | 3 novembre 2007   |
| 58 | Joker Express                     |                     | 10 novembre 2007  |
| 59 | Ring Toss                         | L'anello del potere | 8 dicembre 2007   |
| 60 | The Metal Face of Comedy          |                     | 15 dicembre 2007  |
| 61 | Attack of the Terrible Trio       |                     | 2 febbraio 2008   |
| 62 | The End of the Batman             |                     | 9 febbraio 2008   |
| 63 | What Goes Up...                   |                     | 16 febbraio 2008  |
| 64 | Lost Heroes: Part 1               |                     | 8 marzo 2008      |
| 65 | Lost Heroes: Part 2               |                     | 8 marzo 2008      |